# Måns-Olasberget
Måns-Olasberget este o arie protejată (arie specială de conservare — SAC, sit de importanță comunitară — SCI) din Suedia întinsă pe o suprafață de 73,3 ha, integral pe uscat.

## Localizare
Centrul sitului Måns-Olasberget este situat la coordonatele 60°06′35″N 12°40′13″E / 60.1096°N 12.6702°E.

## Înființare
Situl Måns-Olasberget a fost declarat sit de importanță comunitară în ianuarie 2002 pentru a proteja un număr necunoscut de specii din flora spontană și fauna sălbatică aflate în arealul zonei. Situl a fost protejat și ca arie specială de conservare în martie 2011.

## Biodiversitate
Situată în ecoregiunea boreală, aria protejată conține 2 habitate naturale: Taiga vestică, Păduri fino-scandinave bogate în ierburi cu Picea abies.
La baza desemnării sitului se află un număr nedeclarat de specii protejate.